# スコット・アトラン
スコット・アトラン（Scott Atran、1952年 - ）はアメリカの人類学者。
1952年にニューヨークに生まれ、コロンビア大学から人類学の博士号を取得した。学生時代にアメリカ自然史博物館で人類学者マーガレット・ミードのアシスタントを務めた。1974年にフランスのロワイヨーモン修道院で人間の思考と社会性に関するヒューマン・ユニバーサル（人間が共通して持つ特性）に関する会議を組織した。言語学者ノーム・チョムスキー、心理学者ジャン・ピアジェ、人類学者クロード・レヴィ＝ストロース、グレゴリー・ベイトソン、生物学者フランソワ・ジャコブとジャック・モノーらが参加し、認知科学の発展のマイルストーンとして注目を集めた。

## 最近の研究と経歴
アトランはケンブリッジ大学、ヘブライ大学、フランス高等研究実習院で教えた。現在フランス国立科学研究センターのジャン・ニコ研究所で人類学の研究ディレクターをつとめている。またミシガン大学の心理学と公共政策の客員教授などを勤めている。
彼は科学者と一般の人が自然について判断し分類する方法の違いや、政治的・文化的葛藤の際の合理的な選択の限界に関する広範な実験を行った。彼の研究は大衆紙や様々な分野の学術雑誌を通して世界的に公表された。
彼はアメリカ議会とホワイトハウスの国家安全保障会議のスタッフに『比較解剖学とテロリズムの国際ネットワークの進化』と『世界的な衝突に関わる宗教主義者対理性主義者』について説明を行った。彼は中東で対立の折衝に関わっていた。加えて彼の最近の研究はイデオロギーと国境を越えたテロリズムの社会進化で、ムジャヒディンとヨーロッパ、中東、中央・南アジア、北アフリカにおけるその支持者に対するフィールドワークも含まれる。アトランはグアテマラ、メキシコ、アメリカで普遍的/文化固有的な生物学的分類の見解や状況的判断に関する調査、さらにマヤ地域や他のネイティブアメリカンの意思決定の調査を継続中である。
最近のビヨンド・ビリーフにおける「理性の限界と現代社会における宗教の役割」シンポジウムではサム・ハリス、ダニエル・デネット、リチャード・ドーキンスや他の人と議論し、大きな論争を引き起こした。

## 書籍
- Cognitive Foundations of Natural History: Towards an Anthropology of Science (1990)
- In Gods We Trust: The Evolutionary Landscape of Religion (2002)

### 編集、共著
- Folkbiology, ed. with Douglas Medin (1999)
- Plants of the Peten Itza' Maya, with Ximena Lois and Edilberto Ucan Ek (2004)
- The Native Mind and the Cultural Construction of Nature, with Douglas Medin (2008)